# Steven Leprizé
Steven Leprizé, né en 1986, est un ébéniste d’art, un artisan inventeur et un entrepreneur.

## Biographie

### Formation
Steven Leprizé obtient un BEP d'agencement, puis un baccalauréat d'ébéniste, avant de suivre, entre 2006 et 2008, un DMA ébénisterie à l'École Boulle, dont il sort major de promotion.
Après avoir travaillé une année chez un ébéniste-créateur de la capitale, il crée en 2009, à vingt-trois ans, sa propre société : ARCA (Atelier de recherche et de création en ameublement), située dans la zone industrielle de Bussy Saint Georges.

### Travaux et reconnaissance
Petit-fils de charpentier charron et fils de mécanicien agricole, Steven Leprizé a passé toute son enfance entourée d'artisanat, passant ses journées dans l'atelier du musée du Machinisme et la scierie de son père en Bretagne, mais aussi avec son grand frère biologiste. Sa relation avec les matériaux et l'ingénierie devient alors viscérale. 
Il suit une formation d'ébéniste, entre autres à l'École Boulle à Paris, dont il sort major en 2008 et où il enseigne depuis 2011. Il obtient la même année le grand prix de la création de la ville de Paris. L'année suivante, il est également lauréat de la fondation Ernst & Young. En 2015, il reçoit une bourse de la fondation Banque populaire et expose au palais de Tokyo.Il commence sa carrière professionnelle en tant qu'ébéniste à Paris. Il crée de nouvelles esthétiques et développe de nouveaux matériaux inspirés par le mouvement, le surréalisme, l'artisanat traditionnel et les innovations scientifiques. 
En 2009, pour être libre de réaliser ses propres pièces, il crée ARCA (Atelier de Recherche et Création en Ameublement), spécialisé dans l'ébénisterie et développe des dérivés de bois innovants comme la marqueterie souple, nommé le WooWood© et le bois thermoformable, nommé le C°Wood©. Mais aussi des hybrides de bois et de métal développés avec des scientifiques lors de thèses avec l’école des mines, ou encore le Bois Larmé©, matériaux utilisé pour le sac iconique KellyWood d'Hermès. Cela lui vaut l’honneur de gagner de nombreux concours en métiers d’art et design, dont, en 2017, le prix Liliane-Bettencourt pour l'intelligence de la main de la Fondation Bettencourt-Schueller dans la catégorie «Talents d'exception». La même année, il reçoit l'Étoile de l'artisanat de l'Observeur du design.
Cette distinction lui ouvrira par la suite, les portes de deux résidences artistiques. En 2022 il intègre la Villa Albertine à New-York. Son retour en France sera marqué par la création d’une nouvelle collection de mobilier signé STL. Un an plus tard il participera à la Villa Kujoyama à Kyoto, ou il sera immergé au sein d’un atelier d’ébénisterie japonais et liera des liens très fort avec son sensei local. Aujourd’hui, Steven Leprizé possède un atelier de 600m2 près de Paris et une équipe de 11 collaborateurs artisans et designers pour qui les projets n'ont pas de limites. 

### Engagements
En 2020-2021, il s'engage dans le collectif Sauvons les métiers d'art, mouvement dont il est un porte-parole, afin de dénoncer la réforme qui a abouti au nouveau diplôme des métiers d'art et du design, né de la fusion de ces deux matières, davantage destiné à satisfaire à l'industrie du luxe qu'à former de véritables artisans d'art : « La vision gouvernementale des métiers d'art, c'est l'industrie du luxe, dont les groupes sont présents parmi les commissions qui établissent les diplômes. On a l'impression qu'on veut tuer les métiers d'art parce qu'ils coûtent trop cher. Les entreprises du luxe préfèrent des formations simplifiées : dans leurs chaînes de productions, elles ont besoin d'ouvriers spécialisés avec une étiquette « métier d'art », employables à bas coût. »